# Cps (informatyka)
cps (ang. characters per second – liczba znaków na sekundę) – jednostka szybkości komputerowego urządzenia przesyłającego lub wyjściowego, liczona uzyskiwanymi znakami, a nie ilością przetwarzanych po drodze danych komputerowych (a więc bez uwzględniania kompresji, nadmiarowej ilości danych w celach kontrolnych itp.). Może to być średnia efektywna liczba znaków przesyłana przez modem lub liczba znaków drukowanych przez drukarkę pracującą w trybie znakowym (np. igłową, rozetkową).